# Jesús Galindo
Jesús Alberto Galindo Rivas (nacido en  Caucagua, Miranda, Venezuela, el 20 de agosto de 1990) es un jardinero central  de béisbol profesional que juega para los Tigres de Aragua en la Liga Venezolana de Béisbol Profesional (LVBP).

## Carrera como beisbolista

### En laDominican Summer League
2009
Hizo su primera aparición con la organización DSL Giants de la Clase Novato Exteriores, desde el 2 de junio hasta el 20 de agosto de 2009, donde jugó 58 partidos y tuvo un promedio de bateo .244 produciendo en 168 turnos al bate, 41 Hit, 49 carreras anotadas, 16 carreras impulsadas, 5 doble, 2 triples, 0 jonrón, 22 bases robadas, 37 bases por bolas y fue ponchado en 49 turnos.
2010
Desde el 29 de mayo hasta el 21 de agosto de 2010, jugó 63 partidos y tuvo un promedio de bateo .246 produciendo en 167 turnos al bate, 41 Hit, 46 carreras anotadas, 23 carreras impulsadas, 6 dobles, 0 triples, 0 jonrón, 43 bases robadas, 35 bases por bolas y fue ponchado en 30 turnos.

### En LaNorthwest League
2011
Hizo su primera aparición con la organización Salem-Keizer Volcanoes de la Clase Short-Season A, desde el 17 de junio hasta el 3 de septiembre de 2011, donde jugó 62 partidos y tuvo un promedio de bateo .276 produciendo en 239 turnos al bate, 66 Hit, 49 carreras anotadas, 20 carreras impulsadas, 8 dobles, 3 triples, 2 jonrones, 47 bases robadas, 24 bases por bolas y fue ponchado en 46 turnos.

### En LaSouth Atlantic League
2012
Hizo su primera aparición con la organización Augusta GreenJackets de la Clase A, desde el 22 de mayo hasta el 24 de agosto de 2012, donde jugó 66 partidos y tuvo un promedio de bateo .252 produciendo en 250 turnos al bate, 63 Hit, 39 carreras anotadas, 23 carreras impulsadas, 9 dobles, 3 triples, 0 jonrón, 40 bases robadas, 24 bases por bolas y fue ponchado en 49 turnos.
2013
Desde el 5 de abril hasta el 1 de septiembre de 2013, jugó 89 partidos y tuvo un promedio de bateo .273 produciendo en 326 turnos al bate, 89 Hit, 66 carreras anotadas, 25 carreras impulsadas, 9 dobles, 2 triples, 1 jonrón, 48 base robada, 31 bases por bolas y fue ponchado en 80 turnos.

### 2013 En LaLVBP
Hizo su primera aparición con la organización Leones del Caracas de la Clase Winter, desde el 12 de noviembre hasta el 26 de noviembre de 2013, donde jugó 12 partidos y tuvo un promedio de bateo .212 produciendo en 33 turnos al bate, 7 Hit, 7 carreras anotadas, 0 carreras impulsadas, 0 doble, 0 triples, 0 jonrón, 3 bases robadas, 6 bases por bolas y fue ponchado en 12 turnos.

### En LaCalifornia League
2014
Hace su primera aparición con la organización San Jose Giants de la Clase A Adv, desde el 3 de abril hasta el 6 de agosto de 2014, donde jugó 101 partidos y tuvo un promedio de bateo .268 produciendo en 396 turnos al bate, 106 Hit, 61 carreras anotadas, 30 carreras impulsadas, 22 dobles, 8 triples, 2 jonrón, 31 bases robadas, 31 bases por bolas y fue ponchado en 87 turnos.
2015
Desde el 9 de abril hasta el 21 de junio de 2015, jugó 62 partidos y tuvo un promedio de bateo .271 produciendo en 225 turnos al bate, 61 Hit, 29 carreras anotadas, 13 carreras impulsadas, 8 doble, 1 triple, 2 jonrón, 14 bases robadas, 17 bases por bolas y fue ponchado en 54 turnos.

### En LaEastern League
Fue subido a Clase AA, Hizo su primera aparición con la organización Richmond Flying Squirrels, desde el 24 de junio hasta el 6 de septiembre de 2015, donde participó en 45 partidos y tuvo un promedio de bateo .214 produciendo en 98 turnos al bate, 21 Hit, 13 carreras anotadas, 3 carreras impulsadas, 3 dobles, 0 triples, 0 jonrón, 5 bases robadas, 7 bases por bolas y fue ponchado en 20 turnos.

### 2015 En LaLVBP
Jesús Galindo, vuelve hacer su aparición con la organización Leones del Caracas de la Clase Winter, desde el 10 de octubre hasta el 30 de diciembre de 2015, donde jugó 22 partidos y tuvo un promedio de bateo .143 produciendo en 14 turnos al bate, 2 Hit, 0 carreras anotadas, 0 carreras impulsadas, 0 doble, 0 triples, 0 jonrón, 1 base robada, 3 bases por bolas y fue ponchado en 2 turnos.

### 2017 En LaLVBP
Jesús Galindo pasa a las filas de los Tigres de Aragua tras no haber sido protegido por los Leones del Caracas, equipo que le había brindado pocas oportunidades.